# Kyoto
Kyoto (en japonès 京都市, Kyōto-shi, oficialment Ciutat de Kyoto) és una ciutat designada i municipi del Japó, a més de la capital de la prefectura homònima. Localitzada a la regió de Kansai de l'illa de Honshū, Kyoto del Keihanshin o àrea metropolitana de Kyoto, Osaka i Kobe. Segons dades del 2021, Kyoto té una població estimada d'1.453.854 habitants, amb una densitat de 1.756 persones per km². L'àrea del municipi ocupa 827,90 km².
En el passat va ser la capital de l'imperi japonès entre els anys 794 i 1868. Actualment Kyoto es considerada la capital cultural del Japó, albergant importants llocs religiosos com el Kiyomizu-dera o el Yasaka Jinja o llocs històrics com el Palau Imperial de Kyoto, el castell de Nijō, o la Vil·la Imperial de Katsura, alguns d'ells Patrimoni de la Humanitat per la UNESCO i que atrauen a nombrosos turistes nacionals i internacionals. Completen l'oferta cultural institucions de la mida de la universitat de Kyoto, de renom internacional.
En l'àmbit polític, l'alcalde de la ciutat des de l'any 2008 és en Daisaku Kadokawa, polític independent. L'Assemblea Municipal de Kyoto, l'organ legislatiu de la ciutat, està dominat per la coalició entre el Partit Liberal Democràtic (PLD) i el Kōmeitō, sent el Partit Comunista Japonés (PCJ) la principal força a l'oposició. Kyoto és membre de la Unió de Governs de Kansai (UGK).

## Nom
En japonès, Kyoto es va anomenar successivament a l'antiguitat Kyō (京), Miyako (都), Kyō no Miyako (京の都) i Keishi (京師). Al segle xi, la ciutat es va anomenar oficialment "Kyōto" (京都, "ciutat capital"), del xinès mitjà kiang-tuo (cf. mandarí jīngdū).
Després que la seu de l'emperador es traslladés a la ciutat d'Edo a l'inici de l'Era Meiji, aquesta ciutat va ser rebatejada com "Tōkyō" (東京, que significa "capital de l'est"), Kyoto va ser coneguda breument com "Saikyō" (西京, que significa "capital de l'oest"). Com a capital del Japó des del 794 fins al 1868, Kyoto s'anomena de vegades la capital mil·lenària (千年の都).
En català, s'han fet servir les grafies "Quioto" i "Kioto", però actualment la forma normativa és sense adaptar.
Històricament, les grafies estrangeres del nom de la ciutat han inclòs '''Kioto''' i '''Miaco''' o '''Meaco'''.

## Geografia

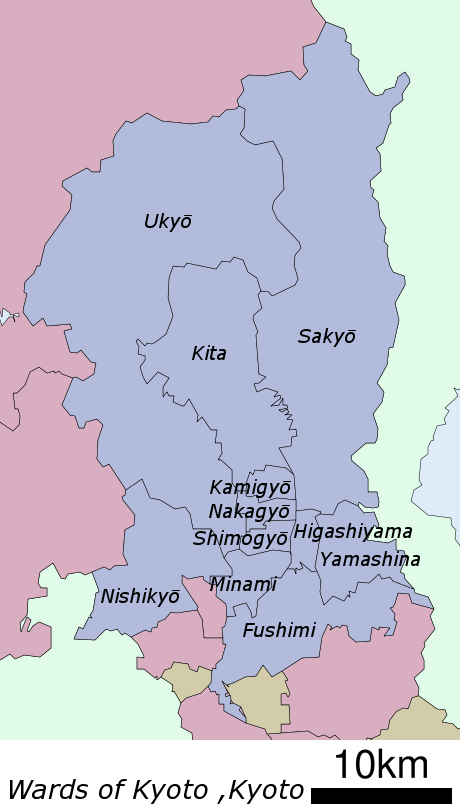
Districtes de Kyoto

### Física
La ciutat de Kyoto es troba localitzada al bellmig d'una vall, part de la foia de Yamashiro o Kyoto, a la part oriental de la regió muntanyosa coneguda com les terres altes de Tanba. La foia de Yamashiro està envoltada cap al nord, a l'est i a l'oest per unes muntanyes conegudes com a Kitayama, Higashiyama i Nishiyama respectivament, les quals tenen una alçada de vora 1.000 metres sobre el nivell de la mar. Aquesta localització, dins d'una foia, fa que els estius siguen especialment càlids i humits, mentres que el clima de muntanya fa de l'hivern una estació relativament freda a la ciutat. A la foia hi han tres rius, el riu Uji al sud, el Katsura a l'oest i el Kamo a l'est. El municipi de Kyoto, amb els seus 827,9 quilòmetres quadrats, ocupa vora un 18 percent de la superfície total de la prefectura de Kyoto.
Avui dia, el centre urbà de Kyoto està situat al sud del Palau Imperial, sent els barris del nord menys populosos i, fins i tot alguns, amb la presència d'un llogaret de muntanya rural. Les zones que no són el centre urbà, no comparteixen el patró de graella dels carrers de l'antiga Kyoto imperial.

### Clima
La ciutat de Kyoto té un clima subtropical humit, protagonitzant uns canvis d'estació ben diferenciats tant en temperatures com en precipitacions. Els estius són calents i humits, però els hiverns són relativament freds i amb nevades ocasionals. L'estació de la pluja a Kyoto comença cap a la meitat del mes de juny i finalitza a la fi de juliol, deixant el restant temps d'estiu un clima caloros i assolellat. Kyoto, com les demés zones de la costa pacifica i el centre del Japó, és victima dels tifons durant el setembre i l'octubre.

### Districtes
En ser Kyoto una ciutat d'una considerable grandària així com una ciutat designada, Kyoto per llei té dret a tindre una sèrie de divisions per sota de l'ajuntament anomenades districtes. Kyoto té 24 districtes o chiku (地区, chiku, literalment secció, o sector). Els noms dels barris són seguits pel sufix ku (区).
| Nom         | Japonès | Superficie (km²) | Població (2021) | Densitat (h/km²) | Creació |
| ----------- | ------- | ---------------- | --------------- | ---------------- | ------- |
| Kamigyō     | 上京区  | 7,03             | 83.350          | 11.856,33        | 1879    |
| Shimogyō    | 下京区  | 6,78             | 81.905          | 12.080,38        | 1879    |
| Sakyō       | 左京区  | 246,77           | 165.364         | 670,11           | 1929    |
| Nakagyō     | 中京区  | 7,41             | 110.009         | 14.846,02        | 1929    |
| Higashiyama | 東山区  | 7,48             | 36.105          | 4.826,87         | 1929    |
| Ukyō        | 右京区  | 292,07           | 202.180         | 692,23           | 1931    |
| Fushimi     | 伏見区  | 61,66            | 257.138         | 4.462,18         | 1931    |
| Kita        | 北区    | 94,88            | 116.442         | 1.227,26         | 1955    |
| Minami      | 南区    | 15,81            | 101.507         | 6.420,43         | 1955    |
| Yamashina   | 山科区  | 28,70            | 134.029         | 4.670            | 1976    |
| Nishikyō    | 西京区  | 59,24            | 147.825         | 2.495,36         | 1976    |
| Kyoto City  | 京都市  | 827,83           | 1.453.854       | 1.756            | 1879    |

## Història

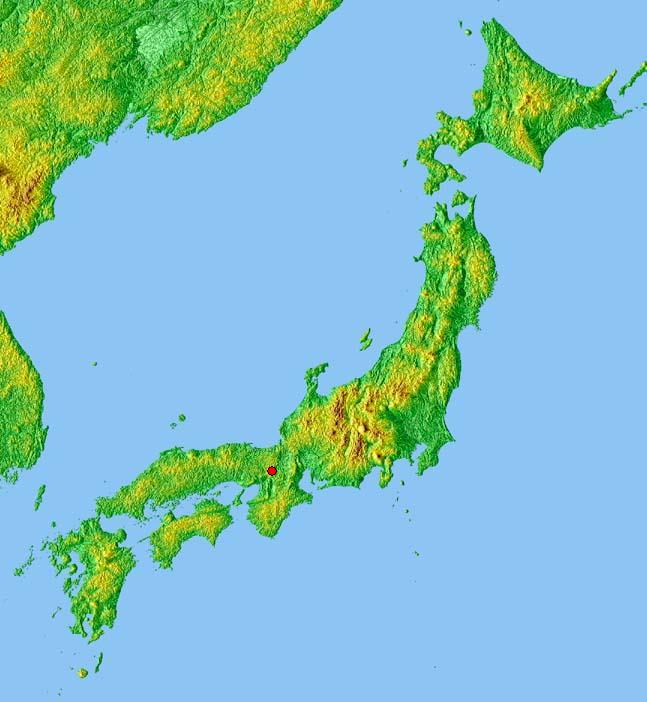
Situació de Kyoto al Japó

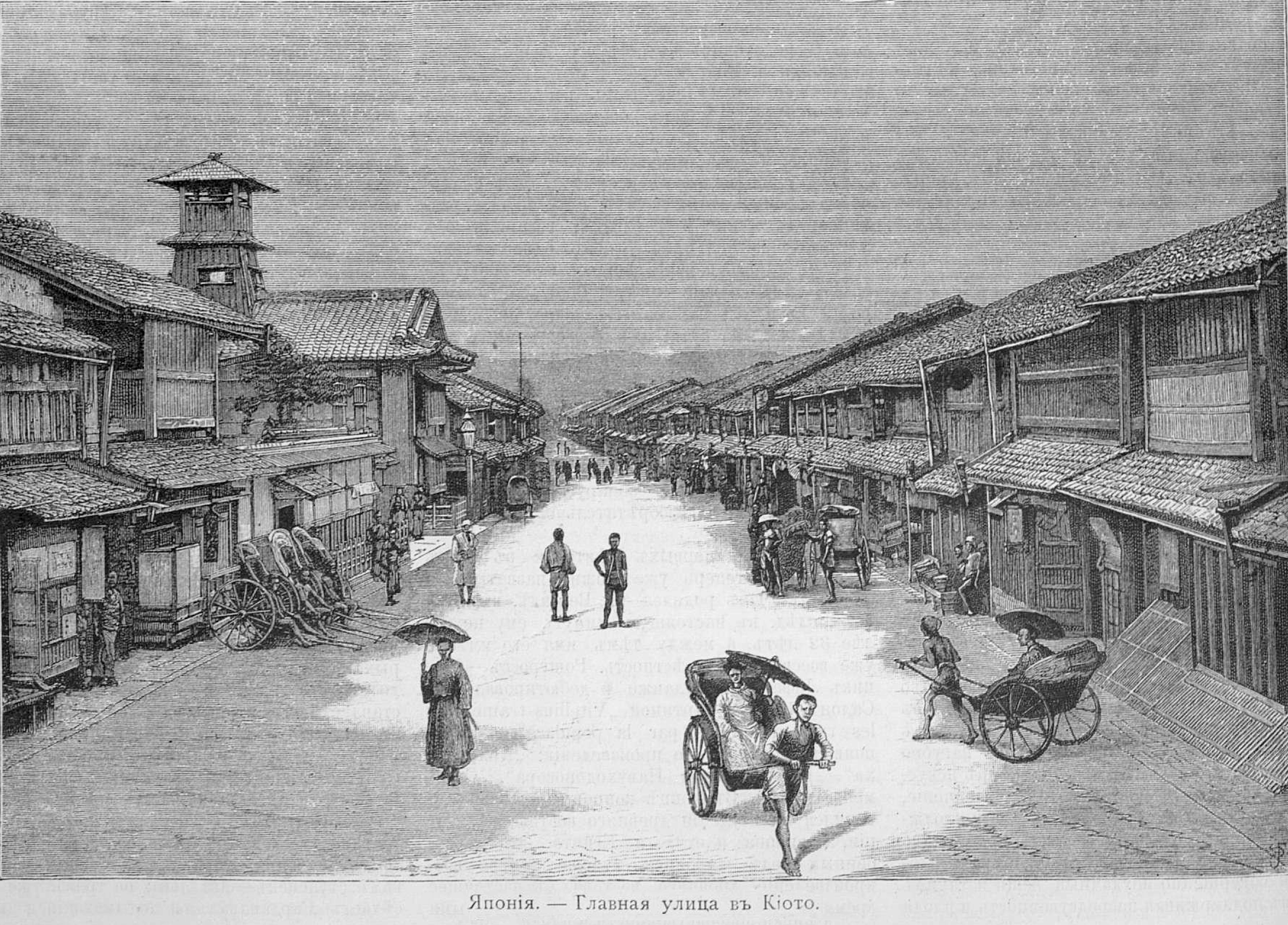
Kyoto, carrer principal, 1891

Kyoto o Heian Kyō va ser la capital del Japó des de l'any 794 fins al desplaçament del govern a Tòquio el 1868, quan va tenir lloc la restauració Meiji. La ciutat, envoltada de muntanyes, està situada a la regió de Kansai, districte de Kinki, a la part centreoccidental de l'illa de Honshu.
Encara que les proves arqueològiques situen el primer assentament humà a les illes japoneses aproximadament cap a l'any 10.000 aC, l'àrea de Kyoto no va ser poblada fins al segle vii pel clan Hata de Corea.
Durant el segle viii, a causa del poder que tenien els clergues budistes en els assumptes del govern imperial, l'emperador va decidir traslladar la capital a una regió llunyana de la influència budista.
Després que Edo fóra reanomenada Tōkyō (東京, capital de l'est), Kyoto va ser coneguda durant un curt període com a Saikyō (西京, capital de l'oest).
Gràcies al seu gran patrimoni cultural, Kyoto no va ser bombardejada durant la Segona Guerra Mundial.
D'aquesta manera la ciutat va poder salvar els més de 1.600 temples budistes, els 400 santuaris xintoistes i diversos palaus i jardins, i va aconseguir ser una de les ciutats més ben preservades de tot el Japó.
Avui dia, és l'única gran ciutat japonesa que encara conserva nombrosos edificis de preguerra, encara que la modernització comporta la demolició progressiva d'edificis de la Kyoto tradicional, com ara les machiya, que estan essent substituïts per d'altres amb nous estils arquitectònics, com el polèmic complex de la nova estació de Kyoto.
L'any 2002 Kyoto va ser coneguda mundialment perquè fou la seu de la redacció del tractat sobre el canvi climàtic més important fins aleshores, l'anomenat Protocol de Kyoto.

### Etimologia
En japonés, Kyoto fou anomenada en el passat com a Kyō (京), Miyko (都), o Kyō no Miyako (京の都). Va ser al segle xi quan la ciutat adoptà el seu nom actual: "Kyōto" (京都, "ciutat capital"), terme provinent de l'antic xinés kiang-tuo (jīngdū en mandarí contemporani). Després que l'antiga Edo fóra reanomenada com a "Tòquio" (東京, Tōkyō o "capital oriental") el 1868 i l'Emperador es traslladara allà, Kyoto fou coneguda durant un curt període com a Saikyō (西京) o "capital occidental". Kyoto també és coneguda com la capital dels mil anys (千年の都).
La Dieta Nacional del Japó mai ha aprovat una llei on s'especifique de manera oficial la capital del Japó. Algunes formes estrangeres àmpliament empreades per tal de referir-se a la ciutat han estat Kioto, Miaco y Meaco, aquesta darrera utilitzada majoritàriament pels cartògrafs holandesos. Un altre terme comú per tal de referir-se a la ciutat abans de l'època contemporània és el de Keishi (京師) o "capital".

## Política i govern

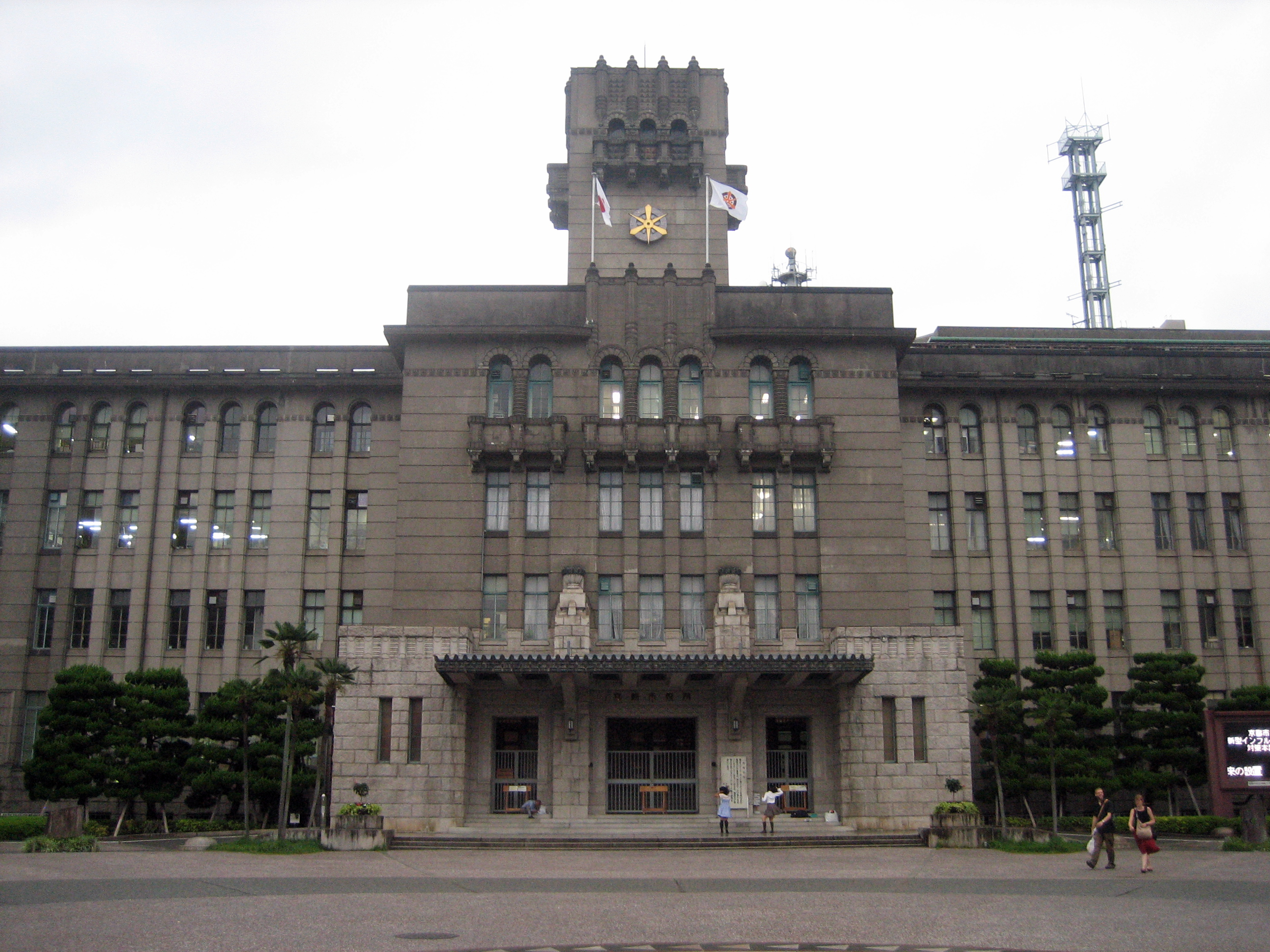
Edifici de l'ajuntament de Kyoto

### Assemblea municipal
La composició del ple municipal de Kyoto és la següent:
| Partit | Partit                    | Partit  | Regidors |
| ------ | ------------------------- | ------- | -------- |
|        | Partit Liberal Democràtic | PLD     | 21 / 67  |
|        | Partit Comunista Japonés  | PCJ     | 18 / 67  |
|        | Kōmeitō                   | KMT     | 10 / 67  |
|        | Fòrum Democràtic Ciutadà  | PDG-PDC | 7 / 67   |
|        | Kyoto Ishin no Kai        | KIK     | 5 / 67   |
|        | Partit de Kyoto           | PPR-PK  | 5 / 67   |
|        | Independents              | Ind     | 1 / 67   |
|        | Escons vacants            |         | 0 / 67   |

### Alcaldes

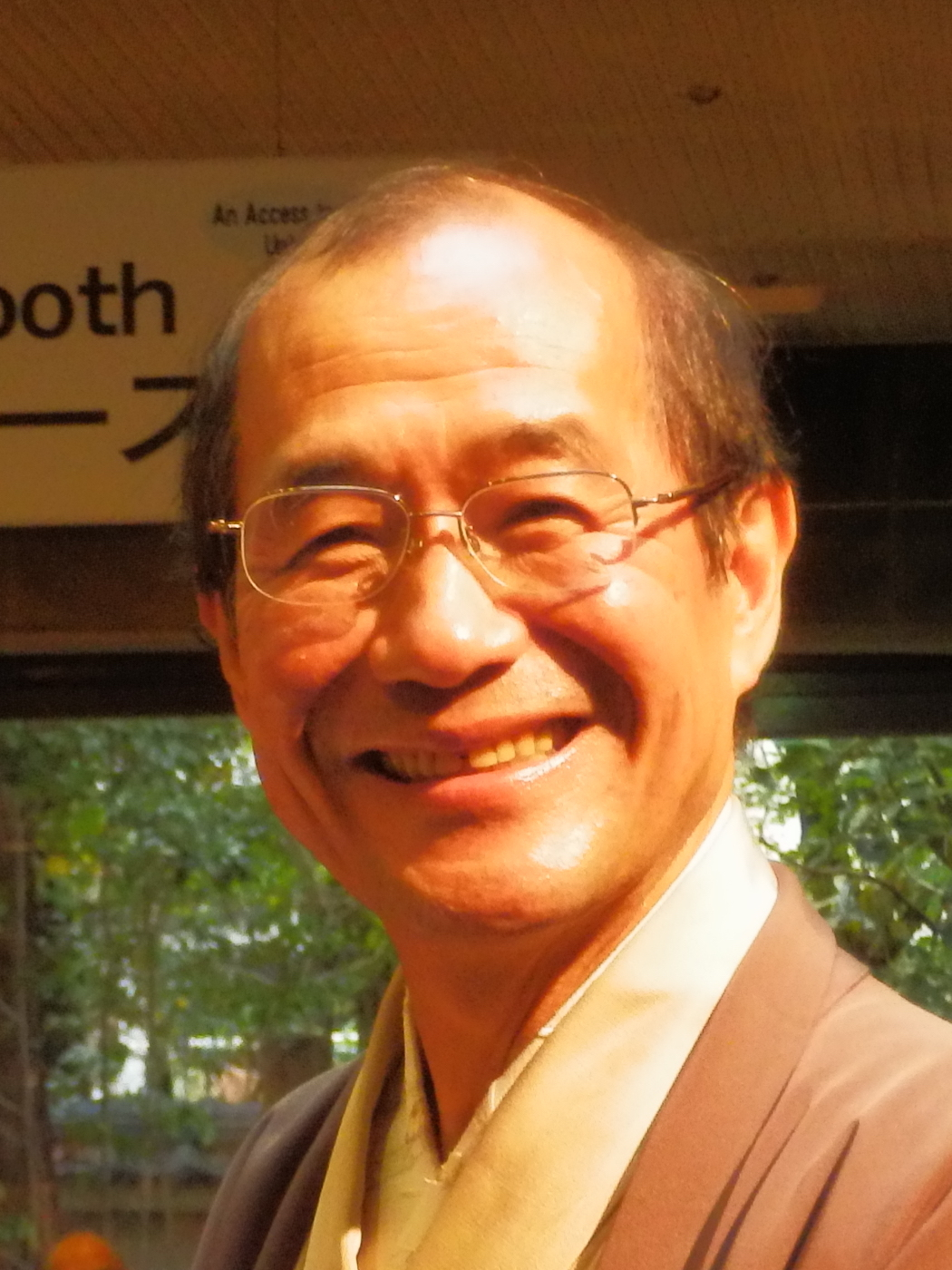
Daisaku Kadokawa, actual alcalde d'Osaka

En aquesta taula només es reflecteixen els alcaldes democràtics, és a dir, des de l'any 1947. Per tal de vore els anteriors, cal anar a l'artícle principal. La filiació política dels càrrecs es presenta com a Coalició d'esquerres (CE), Coalició de Dretes (CD) o Coalició de Consens (CC).
| Alcalde           | Inici del mandat | Fi del mandat | Partit | Partit |
| Masao Kanbe       | 1947             | 1950          |        | CD     |
| Gizō Takayama     | 1950             | 1966          |        | CD     |
| Seiichi Inoue     | 1966             | 1967          |        | CD     |
| Kiyoshi Tomii     | 1967             | 1971          |        | CE     |
| Motoki Funahashi  | 1971             | 1981          |        | CC     |
| Masahiko Imagawa  | 1981             | 1989          |        | CC     |
| Tomoyuki Tanabe   | 1989             | 1996          |        | CC     |
| Yorikane Masumoto | 1996             | 2008          |        | CC     |
| Daisaku Kadokawa  | 2008             | -             |        | CC     |

### Símbols

Escut de Kyoto

L'actual escut de Kyoto fou oficialitzat per l'Assembea Municipal de Kyoto l'1 de gener de 1960 a partir d'una variació de l'antic escut aprovat el 2 d'octubre de 1891. L'emblema heràldic original de la ciutat és el que ara es veu al centre de l'escut: una estilització daurada del kanji o ideograma xinés de capital (京, Kyō) i que actualment s'utilitza com a abreviatura. L'any 1960 se li afegí al voltant la interpretació en una mena d'arabesc d'una roda de carro de la cort imperial en color porpra. La bandera de la ciutat consisteix en l'escut sobre un drap blanc.
La bandera i l'escut són els símbols més bàsics de Kyoto i com a tal es troben presents per tota la ciutat i a molts àmbits com l'institucional i el privat. El Departament de Transport Municipal de Kyoto, depenent de l'ajuntament de Kyoto i encarregat entre d'altres, del Metro de Kyoto i l'autobús públic, té un logotip inspirat en l'escut tradicional de la ciutat i, així, a totes les estacions de metro, trens i autobusos, està present l'interpretació de l'escut.

## Economia

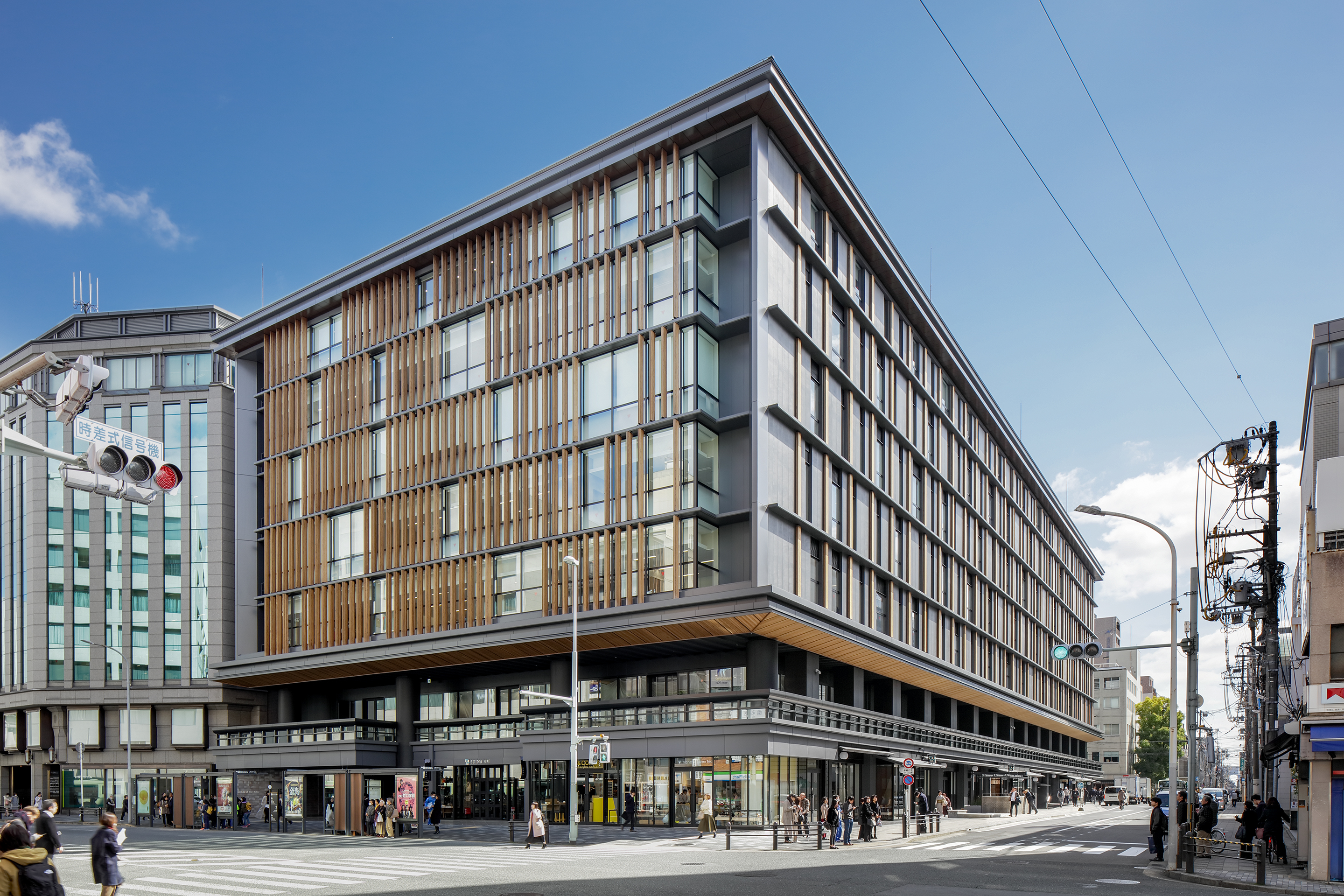
Cambra de Comerç i Indústria de Kyoto

La indústria clau de Kyoto és la tecnologia de la informació i l'electrònica: la ciutat és seu de les branques centrals de Nintendo, Intelligent Systems, SCREEN, TOSE, Hatena, Omron, Kyocera, Shimadzu, Rohm, Horiba, Nidec, Nichicon, Nisshin Denki i GS Yuasa.
Els turistes són ben presents a Kyoto, contribuint significativament a la seua economia. Els monuments culturals i històrics de la ciutat són constantment visitats per molts escolars japonesos així com turístes nacionals i internacionals.
L'art tradicional japonés és també una altra gran indústria a Kyoto, amb xicotets tallers en antigues cases dels barris tradicionals dirigides per mestres artesans. La manufactura del kimono a Kyoto és especialment reconeguda, romanent la ciutat com el centre del kimono al Japó. Aquests negocis tradicionals, molt importants en el passat, han perdut importància avui dia degut als nous hàbits de consum.
La producció del sake és una de les indústries tradicionals de Kyoto. Gekkeikan i Takara són dues conegudes empreses a nivell nacional i internacional amb seu a la ciutat de Kyoto. Altres importants empreses amb seu a Kyoto són Aiful, Ishida, Ōshō, Sagawa Express, Volks i Wacoal.

## Cultura

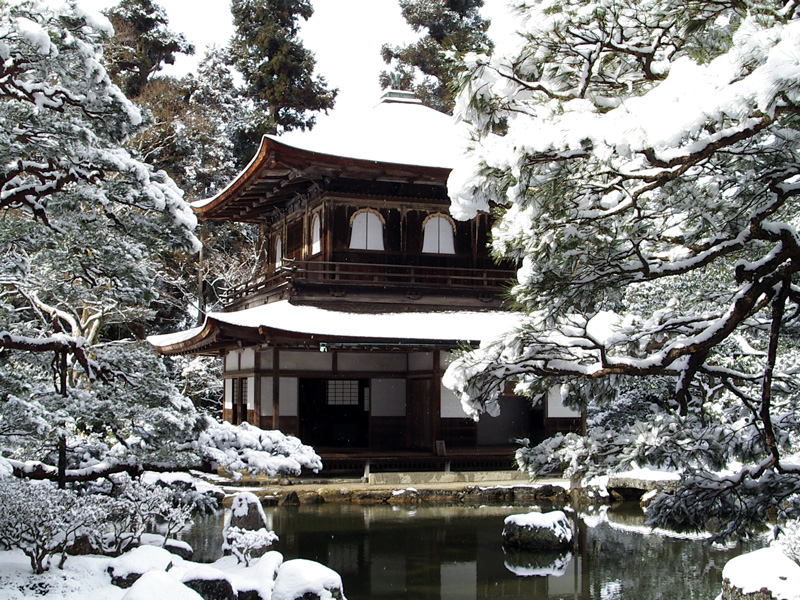
Imatge del temple Ginkakuji nevat

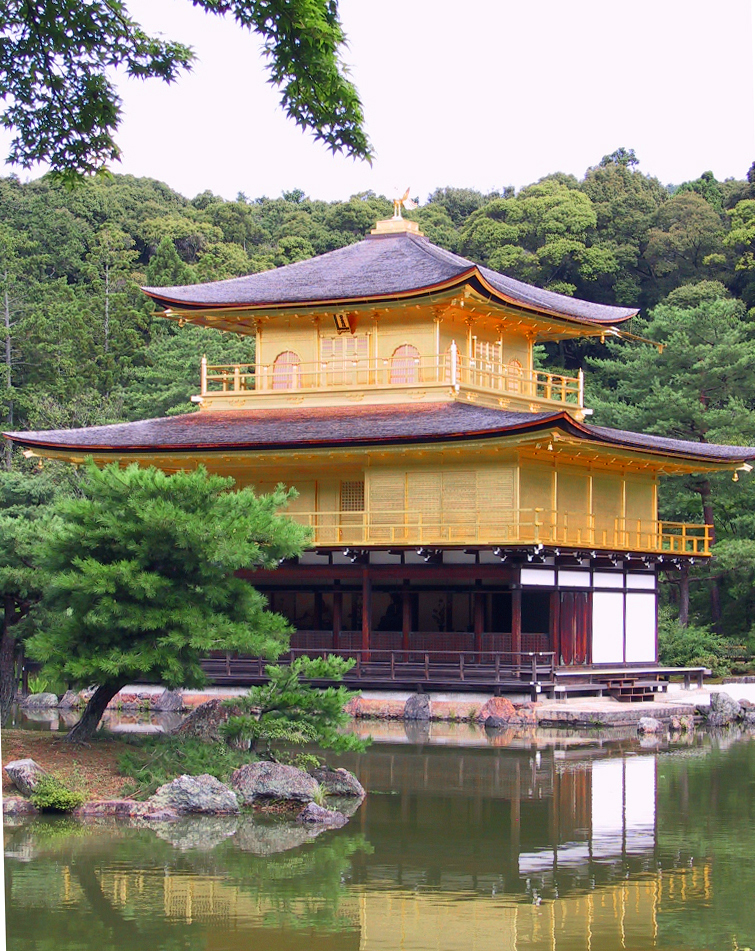
Kinkaku-ji, el Pavelló Daurat, un dels símbols de la ciutat

Kyoto és coneguda per la seva deliciosa cuina local. Al contrari de la regió volcànica de Kanto, la terra és rica i això permet cultivar-hi una bona varietat de vegetals; a més, els diversos cursos d'aigua existents proporcionen bones condicions per a la pesca.
A la ciutat de Kyoto trobem alguns dels temples i santuaris més famosos del Japó com ara:
- Kiyomizu-dera, un magnífic temple de fusta
- Kinkaku-ji, o Pavelló Daurat
- Ginkaku-ji, o Pavelló Platejat
- Heian Jingu, un santuari xintoista construït en honor de la família imperial (1895)
- Ryoan-ji, famós pel seu jardí de pedres
- Yasaka Jinja a Gion.

Alguns d'ells formen part dels Monuments històrics de l'antiga Kyoto, classificats com a Patrimoni de la Humanitat per la UNESCO. En total, 14 dels 17 monuments que formen aquest conjunt són a Kyoto: 
- Els santuaris sintoistes de Kamigamo-jinja i Shimo-gamo-jinja
- Els temples budistes de Tō-ji, Kiyomizu-dera, Daigo-ji, Ninna-ji, Saiho-ji, Tenryu-ji, Kinkaku-ji, Jisho-ji, Ginkaku-ji, Ryōan-ji, Honganji i Kozan-ji.
- El castell de Nijō-jō.

Dins del terme municipal, destaquen altres zones, com l'àrea coneguda com a Arashiyama, famosa per les pintoresques imatges del riu Hoso i el mont Atago; l'àrea de Gion, un antic barri d'entreteniment que allotja un dels principals districtes de geishas; el carrer Pontocho; i el riu Kamo.
La gent de Kyoto parla un dialecte japonès conegut com a kyoto-ben, una versió lleugerament arcaica del kansai-ben. Un exemple de kyoto-ben és la paraula emprada per dir "gràcies": ooki ni (arigatō en japonès estàndard).

### Festivals
A Kyoto tenen lloc diversos festivals, els més destacats són:
- Aoi Matsuri - 15 de maig
- Gion Matsuri - juny-juliol
- Gozan Okuribi - 16 d'agost
- Jidai Matsuri - 22 d'octubre.

## Transport

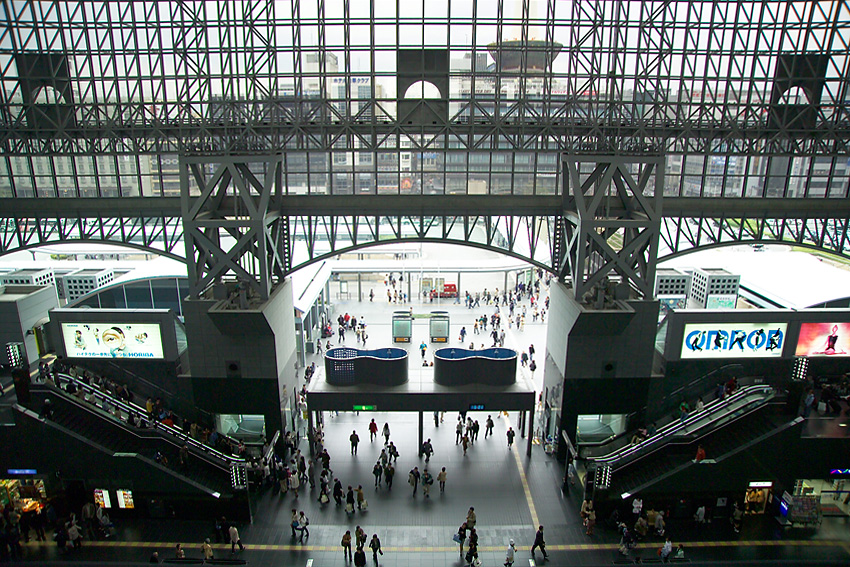
L'interior de la nova estació

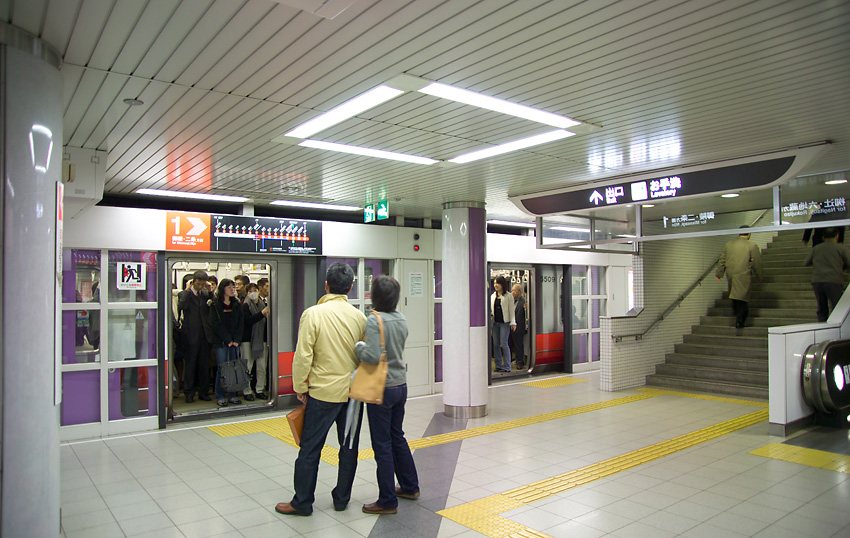
Estació de Yamashina, al metro de Kyoto

L'aeroport de Kansai, al sud de la provincia d'Osaka, està situat a 72 minuts de Kyoto amb tren (el Haruka Express). Els centres de Kyoto i Osaka estan connectats a menys d'una hora per quatre línies de tren (JR, Hankyu, Keihan i Kintetsu). Des de Tòquio, el viatge dura poc més de dues hores en el Shinkansen, el tren d'alta velocitat.
Les xarxes de metro i autobús cobreixen les necessitats de la població. L'extensió de la ciutat fa difícil visitar la major part dels punts turístics a peu. Els autobusos urbans costen 220 iens el viatge; la manera més rendible de viatjar per la ciutat és comprar un tiquet d'un dia de validesa sense límit de viatges i que té un cost de 500 iens.

## Persones il·lustres
- Tawaraya Sōtatsu, pintor.
- Mutsuhito (1852-1912), 122è emperador del Japó.
- Haruki Murakami (1949-), escriptor
- Kimiko Date (1970-), tenista.
- Tetsuji Hiratsuka (1971-), golfista.
- Seizō Fukumoto (1943-2021), actor japonès

## Ciutats agermanades
- Boston,  Estats Units
- París,  França
- Colònia,  Alemanya
- Florència,  Itàlia
- Praga,  (República Txeca)
- Kíev,  Ucraïna
- Xi'an,  República Popular de la Xina
- Jinju,  Corea del Sud
- Guadalajara,  Mèxic
- Zagreb,  Croàcia